# عشق دیوانه
عشق دیوانه (به انگلیسی: Crazy Love) فیلمی در ژانر کمدی، عاشقانه و فانتزی، به کارگردانی و نویسندگی رومن چیون وتهیه‌کنندگی کلیفتن کو، محصول سال ۱۹۹۳کشور هنگ کنگ است. از بازیگرانی که در این فیلم به ایفای نقش پرداختند، می‌توان به ریچل لی و تام پون اشاره کرد.
این فیلم به نام، وقتی هلو رسیده‌است (به چینی: 蜜桃成熟時) نیز شناخته می‌شود.

## داستان فیلم
لولتا لی «جین» نقش دختری جوان، زیبا و ثروتمند را بازی می‌کند؛ که پس از پی‌بردن به خیانت دوست پسرش، با فریب‌دادن پدر و مادرش و نرفتن به یک سفر تحصیلی به انگلستان، به دنبال پیداکردن راه خودش در دنیای عشق و بازکردن پنجره‌های وابستگی و دلدادگی است؛ او از ظاهر و مغزش به نفع ایده‌هایش استفاده می‌کند. جین بعد از پیمودن مسیرهای سخت و با کمک گرفتن از تجربه‌های عاشقانه مرد جوانی به‌نام «کوان»، بالاخره با تام پون «دیوید» که یک نویسنده و فیلمنامه‌نویس است؛ آشنا شده و درنهایت به سرمنزل مراد و مقصود خود در عشق واقعی و شاد می‌رسد.

## پیوندبه بیرون
عشق دیوانه در بانک اطلاعات اینترنتی فیلم‌ها (IMDb)
عشق دیوانه در آل‌مووی
عشق دیوانه در لترباکسد
عشق دیوانه در تی‌ام‌دی‌بی
عشق دیوانه در آسیان‌ویکی